# San Mamed de Trives
Trives (llamada oficialmente San Mamede de Trives) es una parroquia y un lugar del municipio español de Puebla de Trives, en la provincia de Orense, Galicia.

## Toponimia
La parroquia también es conocida por el nombre de San Mamed de Trives.

## Organización territorial
La parroquia está formada por una entidad de población:
- San Mamed  (San Mamede)(San Mamede de Trives)

## Demografía
Gráfica demográfica del lugar de San Mamed y parroquia de Trives según el INE español:
| Gráfica de evolución demográfica de Trives entre 2000 y 2023 |
|                                                              |
| Datos según el nomenclátor publicado por el INE.             |